# Renato Casarotto
(Renato Casarotto, 1986)
Renato Casarotto (Arcugnano, 15 maggio 1948 – K2, 16 luglio 1986) è stato un alpinista italiano.
Tra i più forti alpinisti italiani degli anni settanta e ottanta, è famoso per le sue impegnative solitarie invernali sulle Dolomiti e sul Monte Bianco e per alcune nuove vie aperte all'estero, in Patagonia, in Perù e in Karakorum. Ha perso la vita al termine di un tentativo di scalata dello sperone sud sud-ovest del K2, cadendo in un crepaccio a breve distanza dal campo base.

## Biografia
Inizia a praticare l'alpinismo nel 1968 a vent'anni, durante il servizio militare prestato presso il battaglione degli esploratori alpini in Cadore. Prima di allora aveva compiuto solo qualche escursione in montagna, qualche via ferrata e delle arrampicate sui massi della Valle dei Calvi. Al servizio militare partecipa ai corsi di arrampicata su roccia e ghiaccio ed effettua una ventina di salite in cinque mesi.

### Le Dolomiti
Dopo il servizio militare ogni fine settimana si reca sulle Piccole Dolomiti per ripetere o aprire nuove vie. È interessato soprattutto ad arrampicare in libera piuttosto che salire in artificiale.
Nel 1971 decide di provare l'arrampicata solitaria, un modo per Casarotto di misurarsi da soli con la montagna e verificare i propri limiti. Il 4 luglio sale quindi in solitaria la via Carlesso al Soglio Rosso, nel gruppo del Pasubio, utilizzando una rudimentale tecnica di autoassicurazione. Un mese dopo sale anche la via Carlesso al Sengio della Sisilla, sempre in solitaria. Casarotto aveva sempre prediletto l'arrampicata da primo di cordata, anche quando in compagnia di alpinisti capaci, e a questo fatto imputava la sua facilità nell'affrontare le solitarie. Dal 1973 oltre alle solitarie incomincia a praticare le salite invernali.
Nel 1973 conosce Goretta Traverso, ragazza che non viene dal mondo di montagna ma che sarà importante in tutte le spedizioni successive, e due anni dopo si sposano. Nel 1974 sulla parete est dello Spiz di Lagunaz, nel gruppo delle Pale di San Lucano apre la via Casarotto-Radin insieme a Piero Radin. Nel 1975 sale sul Monte Civetta la via Andrich-Faè in prima solitaria invernale.

### Il viaggio in Inghilterra
Nell'aprile del 1975 si reca per una settimana in Inghilterra insieme ad altri alpinisti del Club Alpino Italiano, per un incontro tra club alpini organizzato dal British Mountaineering Council. In questo viaggio ha occasione di sperimentare l'alto livello di arrampicata libera raggiunto in Inghilterra, dove si usavano già abitualmente le scarpette da arrampicata e i nut. Casarotto acquista il suo primo paio di EB, uno dei primi marchi produttori di scarpette.

### Huascarán e Fitz Roy

Il Pilastro Goretta (segnalato con il n. 10) sul Fitz Roy.

Nel 1977 apre in solitaria una via sulla parete nord dello Huascarán dopo 17 giorni di arrampicata, assistito soltanto dalla moglie Goretta Traverso al campo base.
Nel 1978 al seguito della spedizione Messner, tenta e fallisce lo sperone sud-sud-ovest del K2 e il Makalu nella stagione invernale. Sempre nello stesso anno, in California, sale in solitaria la via di Yvon Chouinard sulla parete sud del monte Watkins nella Yosemite Valley.
Nel 1979 in Patagonia sale in solitaria il pilastro nord del Fitz Roy: una prua di granito alta 1500 m e dedica il pilastro a Goretta, che lo aspettava alla base come sempre.

### Il trittico del Frêney
Nel 1982 Casarotto compie un concatenamento, un trittico, a cui pensava già da diversi anni. Si trattava del concatenamento in solitaria invernale di tre vie impegnative nel bacino del Frêney, senza averle scalate in precedenza. Casarotto lo aveva tentato invano già nel 1980 iniziando dalla cresta sud dell'Aiguille Noire de Peuterey, ma si era dovuto fermare alla torre Welzenbach. Nel 1982 lo ritenta, questa volta per la parete ovest dell'Aiguille Noire.
Il 1º febbraio 1982 inizia l'avvicinamento alla base della parete, con uno zaino da 40 kg, contenente una tendina e l'attrezzatura e i viveri per molti giorni di scalata. È senza radio e non ha predisposto depositi di rifornimenti. Il giorno successivo attacca la via Ratti-Vitali sulla parete ovest dell'Aiguille Noire de Peutèrey. La sera del 4 febbraio ne raggiunge la cima, dorme nella tendina e il giorno successivo inizia una difficile calata verso il ghiacciaio del Freney, per poi risalirlo, il giorno 6, fino all'attacco della via Gervasutti-Boccalatte al Picco Gugliermina.
Dal 7 al 9 febbraio sale la via Gervasutti-Boccalatte, in condizioni di forte innevamento, e l'ultimo giorno sotto una nevicata. Raggiunge quindi l'Aiguille Blanche de Peuterey e si cala al Col de Peuterey dove bivacca in una truna.
L'11 febbraio attacca la via Bonington al Pilone Centrale del Frêney. Dopo due giorni giunge alla base della Chandelle, il tratto più impegnativo della via. Supera questa parete in difficili condizioni meteorologiche e il 14 febbraio raggiunge la vetta del Monte Bianco, immersa nella nebbia. Il giorno successivo scende a Chamonix lungo il versante francese, che non aveva mai percorso.

### Altre ascese in solitaria
Tra il 30 dicembre 1982 e il 9 gennaio 1983 sale in solitaria la parete nord del Piccolo Mangart di Coritenza, nelle Alpi Giulie. Via già aperta dal triestino Cozzolino, considerato dallo stesso Messner, un precursore del settimo grado.
Nell'aprile 1984 scala lo sperone ovest del Monte McKinley per la cresta sud-est (soprannominata The ridge of no return), facendosi strada in un pericoloso labirinto di cornici pericolanti.
Nel 1985, in prima invernale solitaria, ripete la via Gervasutti sulla parete est delle Grandes Jorasses.
Sempre nel 1985 sale il Gasherbrum II insieme alla moglie Goretta Traverso, che diviene la prima donna italiana a raggiungere la vetta di un ottomila.

### K2: sperone sud-sud-ovest e incidente al rientro

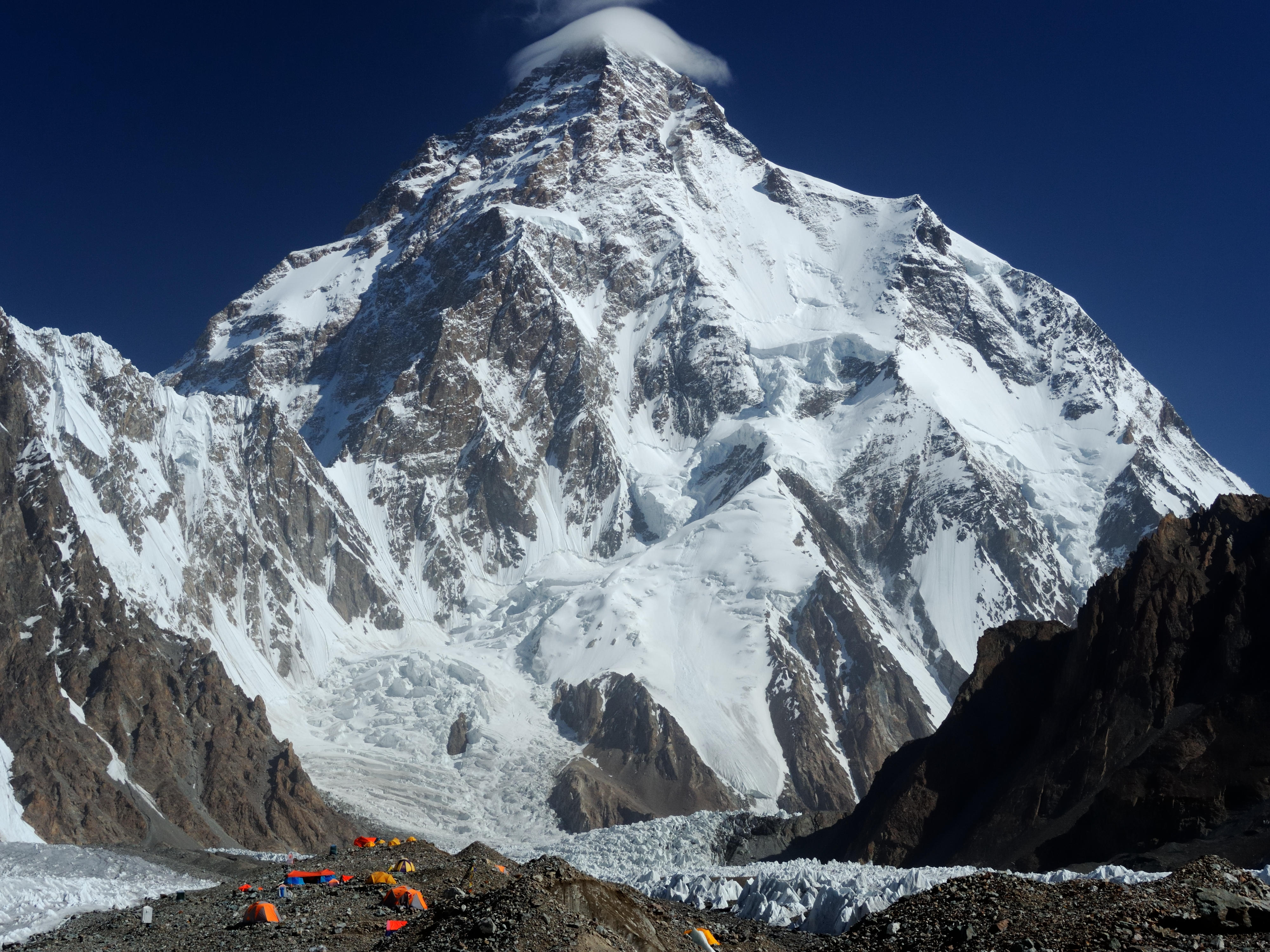
Il K2 con il ghiacciaio De Filippi, sito dell'incidente

Nel 1986 è al K2 per affrontare lo sperone sud sud-ovest, attraverso una via tentata da una spedizione francese nel 1979 (più volte confusa con la cosiddetta Magic Line). A soli 300 metri dalla vetta preferisce prudentemente rinunciare a causa di un cambiamento delle condizioni atmosferiche. In discesa, ormai al sicuro dalle maggiori difficoltà tecniche, per il cedimento di un ponte di neve sul ghiacciaio De Filippi, cade in un crepaccio profondo 40 m, quando si trovava ormai a breve distanza dal campo base.
Riesce a dare l'allarme via radio ed è raggiunto dagli italiani del gruppo di Quota 8000, che ne seguivano la discesa da lontano con il binocolo e lo avevano visto scomparire nel crepaccio. È ancora vivo, ma ferito gravemente. La notte trascorre febbrilmente, con l'équipe di soccorso che riesce a riportarlo in superficie. Casarotto tenta qualche passo, ma quasi subito si accascia sul suo zaino, morendo poco dopo per le numerose emorragie interne. È il 16 luglio 1986. Viene tumulato nello stesso crepaccio in cui è caduto.
Dopo 17 anni, il lento scorrere del ghiacciaio ne lascia riemergere le spoglie, rinvenute nell'agosto 2003 da un gruppo di scalatori del Kazakistan, che provvedono a trasportarlo al Memorial Gilkey. La moglie ritorna l'anno successivo con Agostino Da Polenza a visitare il sito, dove nel 2005 viene posta una targa donata dal Cai di Arzignano.

## Salite sulle Alpi

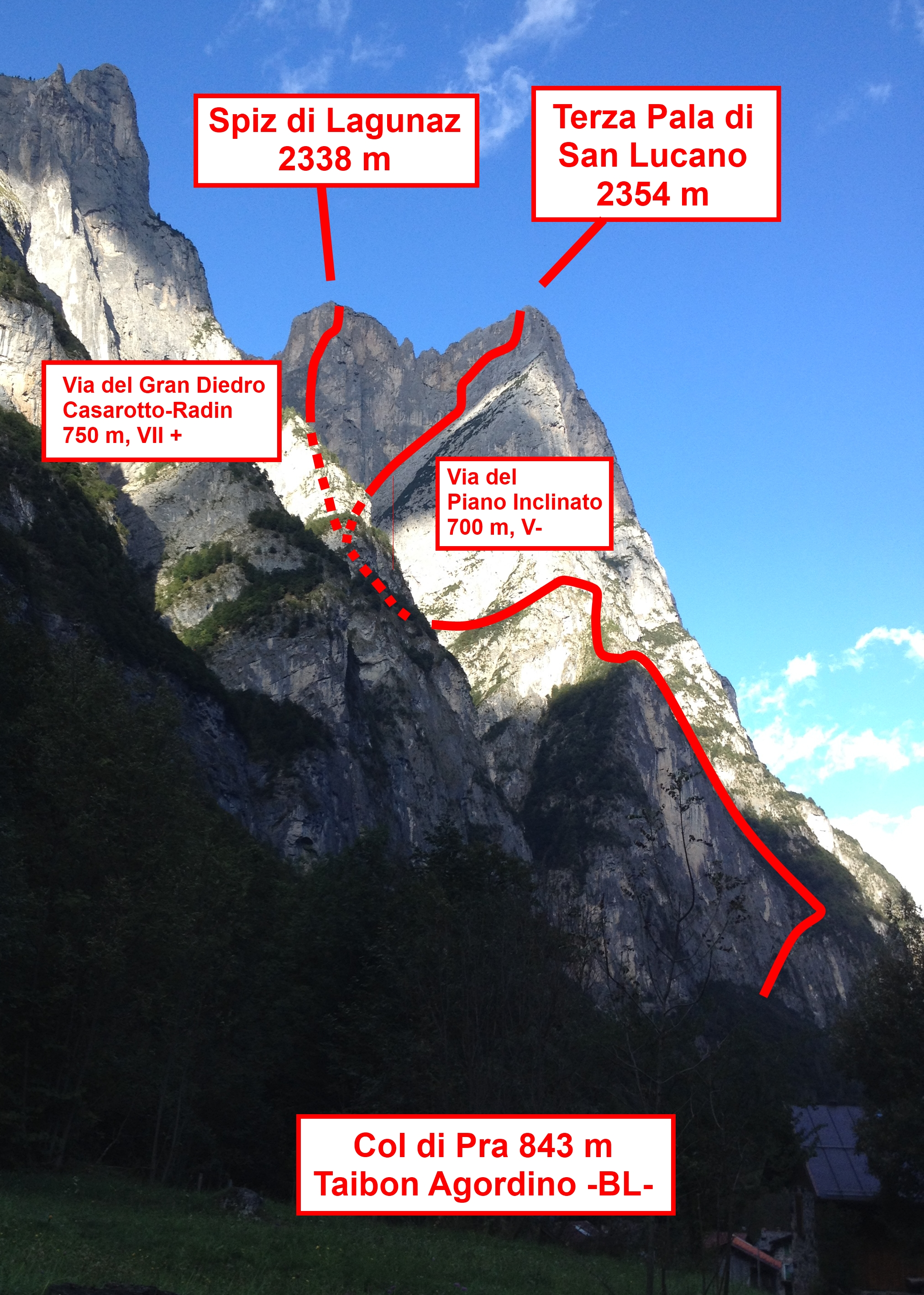
Diedro Casarotto-Radin e piano inclinato sulla terza Pala di San Lucano

Nel seguente elenco sono riportate le salite più significative di Renato Casarotto sulle Alpi:
- Via Solleder - Sass Maor - dicembre 1972 - Salita invernale con Adriana Valdo, Renato Gobbato, Renzo Timellero, Paolo e Ludovico Cappellari.
- Monte Civetta/Torre Trieste - 18-19 marzo 1973 - Salita invernale con Diego Campi, allora quindicenne.
- Monte Civetta - agosto 1973 - Traversata integrale con Giacomo Albiero in cinque giorni e salendo 22 cime con 4 000 metri di dislivello.
- Via Casarotto-Campi - Pasubio/Soglio Rosso - 1º maggio 1973 - Prima salita con Diego Campi, 270 m/VI+.
- Spigolo Strobel - Rocchetta Alta di Bosconero - marzo 1974 - Prima invernale con Diego Campi e Piero Radin.
- Via Simon-Rossi - Pelmo - 19-23 dicembre 1974 - Prima solitaria invernale.
- Via Andrich-Faè - Monte Civetta - 22-27 febbraio 1975 - Prima solitaria invernale.
- Via Casarotto-Radin - Pale di San Lucano/Spiz di Lagunaz - 8-11 giugno 1975 - Prima salita con Piero Radin.
- Via Casarotto - Cima Busazza - 1976 - Prima salita con Giuseppe Cogato e Giacomo Albiero, 1000 m/ED.
- Via Casarotto-De Donà - Pale di San Lucano/Spiz di Lagunaz - 1977 - Prima salita con Bruno De Donà, Casarotto la valuta di VII grado.
- Goulotte Comino-Grassi-Casarotto - Aiguille Verte - 18 luglio 1978 - Prima salita con Gianni Comino e Gian Carlo Grassi, parete nord, 1000 mIV/4+.[25]
- Via Casarotto-Albiero - Parete Nord Ovest Civetta - 15-16 settembre 1979 - Prima salita con Giacomo Albiero, V+ con passi di VI.
- Trittico del Frêney: via Ratti-Vitali sull'Aiguille Noire de Peuterey, via Gervasutti-Boccalatte sul Picco Gugliermina e via classica al Pilone Centrale del Freney - 1-15 febbraio 1982 - Concatenamento in solitaria invernale e senza rifornimenti sul percorso.[11][15][26]
- Diedro Cozzolino - Piccolo Mangart di Coritenza - dal 30 dicembre 1982 al 9 gennaio 1983 - Prima invernale e in solitaria.[27]
- Via Casarotto-Grassi - Pic Tyndall - 29 settembre 1983 - Prima salita con Gian Carlo Grassi, 1300 m/ED.[28][29]
- Via Gervasutti - Grandes Jorasses - marzo 1985 - Prima solitaria invernale, 550 m/ED.[30][31]

## Salite extraeuropee

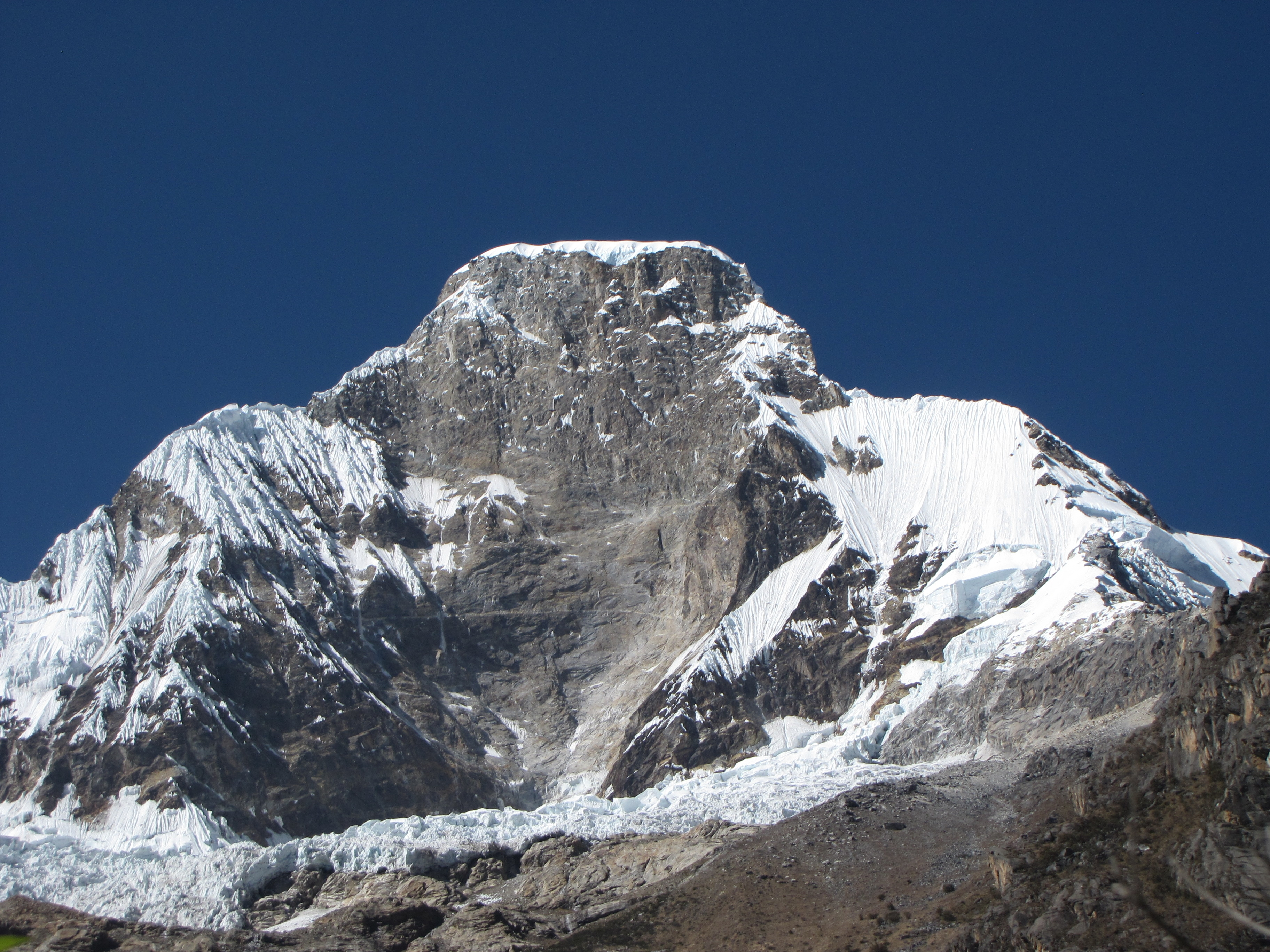
La parete nord del Nevado Huascaran

- Huandoy Sud - 6 luglio 1975 - Nuova via sulla parete sud.
- Huandoy Est - 6 agosto 1975 - Nuova via sulla cresta nord-est.
- Huascarán - 5-21 giugno 1977 - Nuova via aperta in solitaria sull'inviolata parete nord della cima settentrionale.
- Yosemite/Mount Watkins - 1978 - Prima solitaria della via di Yvon Chouinard sulla parete sud.
- Fitz Roy - gennaio 1979 - Nuova via aperta in solitaria sull'inviolato pilastro nord-est.[11][32]
- Makalu - 1980 - Tentativo fallito di salita invernale.[33]
- Broad Peak Nord - 21-28 giugno 1983 - Prima salita della cima di 7550 m facente parte del Broad Peak, lungo lo sperone nord.[34]
- Diamond Peak – 1984 – Nuova via.[11]
- Monte McKinley - aprile 1984 - Salita in solitaria della cresta sud-est in dodici giorni.[35]
- Gasherbrum II - luglio 1985 - Salita con la moglie Goretta Traverso che diviene la prima italiana su un ottomila.[11]
- K2 - giugno-luglio 1986 - Compie due tentativi sullo sperone sud-sud-ovest: il 23 giugno arriva a 8000 m, il 7 luglio a 8300 m. Perde la vita nel ritorno al campo base.[21]

## Casarotto Kor
La spedizione in Pakistan chiamata "Chiantar 2000" organizzata dal Cai di Montecchio Maggiore conquistò alcune cime inviolate nella catena montuosa dell'Hindu Raj: tra queste, quella che era chiamata Garmush II (6 187 metri), vetta mai salita prima, è stata ribattezzata Renato Casarotto Kor.

## Altri media
Lo spettacolo teatrale Due Amori, tratto da un testo di Nazareno Marinoni, racconta la sua storia umana e alpinistica.
Il film Solo di cordata (2015, Premio Città di Imola come Miglior film italiano al Trento Film Festival 2016), di Davide Riva, ricostruisce la vita di Renato Casarotto con materiale inedito e testimonianze degli amici e compagni di cordata .